# Alexandre Gelbert
Alexandre Gelbert (ur. 29 września 1910, zm. 23 grudnia 1988 w Atlancie) – szwajcarski żeglarz, olimpijczyk.
Na regatach rozegranych podczas Letnich Igrzysk Olimpijskich 1936 wystąpił w klasie 6 metrów. Załogę jachtu Ylliam II, który został zdyskwalifikowany, tworzyli również Frédéric Firmenich, Georges Firmenich, André Firmenich i Louis Noverraz.